# Copa de Albania 2022-23
La Copa de Albania 2022-23 (en albanés: Kupa e Shqipërisë) fue la septuagésima primera temporada de la competición de copa anual de Albania.

## Formato
Las series se juegan en un formato a dos partidos similar a los de las competiciones europeas. Si el marcador global está empatado después de ambos juegos, el partido se decidirá mediante tiempo extra y, si es necesario, una tanda de penaltis.

## Ronda preliminar
Para reducir el número de equipos participantes en la primera ronda a 32, se juega un torneo preliminar. A diferencia del torneo principal, el torneo preliminar se lleva a cabo como una competencia eliminatoria de un solo partido. Los partidos se jugaron el 15 de septiembre de 2022.
| Equipo 1      | Resultado | Equipo 2 |
| ------------- | --------- | -------- |
| Veleçiku      | 3−0       | Murlani  |
| Bilisht Sport | 5−1       | Sopoti   |

### Veleçiku vs Murlani
| 15 de septiembre de 2022 | Veleçiku                              | 3:0 (2:0) | Murlani | Kompleksi Vellezërit Duli, Koplik, Albania |                             |
| 15:00 (CEST)             | - Marku 8' - Banushaj 16' - Dibra 70' | Reporte   |         | Árbitro(s): Bekris Dragusha                | Árbitro(s): Bekris Dragusha |

### Bilisht Sport vs Sopoti
| 15 de septiembre de 2022 | Bilisht Sport                                                       | 5:1 (2:1) | Sopoti        | Bilisht Stadium, Bilisht, Albania |                            |
| 15:00 (CEST)             | - Muçollari 10' - Teixeira 23' - Kame 64' - Peralta 69' - Ivani 78' | Reporte   | - 19' Rreshka | Árbitro(s): Rinaldo Abazaj        | Árbitro(s): Rinaldo Abazaj |

## Primera ronda
Los 26 equipos elegibles de Superliga de Albania 2022-23 y Kategoria e Parë 2022-23 participarán en esta ronda junto con 8 equipos de Kategoria e Dytë. Los partidos se jugaron los días 25, 26 y 28 de septiembre de 2022, así como el 11 y 12 de octubre de 2022.
| Equipo 1      | Agr.        | Equipo 2      | Ida | Vuelta |
| ------------- | ----------- | ------------- | --- | ------ |
| KS Veleçiku   | 2−5         | KF Tirana     | 0−3 | 2−2    |
| Oriku         | 0−2         | Partizán      | 0−0 | 0−2    |
| Flamurtari FC | 2−4 (t. s.) | Vllaznia      | 2−1 | 0−3    |
| Kastrioti     | 1−0         | FK Vora       | 1−0 | 0−0    |
| Butrinti      | 0−4         | Dinamo Tirana | 0−1 | 0−3    |
| Pogradeci     | 1−10        | Bylis         | 0−3 | 1−7    |
| Besa Kavajë   | 1−4         | Korabi        | 1−1 | 0−3    |
| Lushnja       | 4−3 (t. s.) | Tërbuni       | 2−0 | 2−3    |
| Bilisht       | 0−7         | Laçi          | 0−2 | 0−5    |
| Labëria       | 0−5         | Kukësi        | 0−3 | 0−2    |
| Luzi 2008     | 0−2         | Teuta Durrës  | 0−0 | 0−2    |
| Shkumbini     | 0−6         | Egnatia       | 0−3 | 0−3    |
| Maliqi        | 1−8         | Skënderbeu    | 1−5 | 0−3    |
| Turbina       | 1−6         | Erzeni        | 1−2 | 0−4    |
| Besëlidhja    | 1−2         | Apolonia      | 0−1 | 1−1    |
| Burreli       | 2−5 (t. s.) | Tomori        | 2−1 | 0−4    |

### KS Veleçiku vs KF Tirana
| 28 de septiembre de 2022 | KS Veleçiku | 0:3 (0:2) | KF Tirana                                  | Kompleksi Vellezërit Duli, Koplik, Albania |                           |
| 15:00 (CEST)             |             | Reporte   | - 9' Hila - 13' Berisha - 86' (pen.) Limaj | Árbitro(s): Ditmir Grimci                  | Árbitro(s): Ditmir Grimci |

| 12 de octubre de 2022 | KF Tirana             | 2:2 (1:2) (Global 5:2) | KS Veleçiku               | Skënder Halili Complex, Tirana, Albania |                  |
| 14:00 (CEST)          | - Zhivanaj 45+1', 85' | Reporte                | - 38' (pen.), 40' Hajdari | Árbitro(s): [[]]                        | Árbitro(s): [[]] |

### Oriku vs Partizán
| 28 de septiembre de 2022 | Oriku | 0:0     | Partizán | Partizani Complex, Tirana, Albania |                           |
| 15:00 (CEST)             |       | Reporte |          | Árbitro(s): Geisi Velçani          | Árbitro(s): Geisi Velçani |

| 12 de octubre de 2022 | Partizán                 | 2:0 (1:0) (Global 2:0) | Oriku | Elbasan Arena, Elbasan, Albania |                       |
| 14:00 (CEST)          | - Menich 43' - Skuka 57' | Reporte                |       | Árbitro(s): Olti Çela           | Árbitro(s): Olti Çela |

### Flamurtari FC vs Vllaznia
| 16 de septiembre de 2022 | Flamurtari FC                 | 2:1 (2:1) | Vllaznia    | Estadio Flamurtari, Vlorë, Albania |                         |
| 15:00 (CEST)             | - Fernandinho 20' - Disha 36' | Reporte   | - 11' Vulaj | Árbitro(s): Olsi Sokoli            | Árbitro(s): Olsi Sokoli |

| 12 de octubre de 2022 | Vllaznia                              | 3:0 (1:0) (1:0) (2:0 t. s.)(Global 4:2) | Flamurtari FC | Estadio Loro Boriçi, Shkodër, Albania |                            |
| 14:00 (CEST)          | - Juric 41' - Aralica 92' - Kruja 94' | Reporte                                 |               | Árbitro(s): Adrian Beqiraj            | Árbitro(s): Adrian Beqiraj |

### Kastrioti vs FK Vora
| 26 de septiembre de 2022 | Kastrioti   | 1:0 (0:0) | FK Vora | Redi Maloku Stadium, Fushë-Krujë, Albania |                          |
| 15:00 (CEST)             | - Ajazi 53' | Reporte   |         | Árbitro(s): Granit Sulko                  | Árbitro(s): Granit Sulko |

| 12 de octubre de 2022 | FK Vora | 0:0 (Global 0:1) | Kastrioti | Internacional Complex, Tirana, Albania |                           |
| 14:00 (CEST)          |         | Reporte          |           | Árbitro(s): Ditmir Grimci              | Árbitro(s): Ditmir Grimci |

### Butrinti vs Dinamo Tirana
| 28 de septiembre de 2022 | Butrinti | 0:1 (0:0) | Dinamo Tirana  | Butrinti Stadium, Sarandë, Albania |                           |
| 13:00 (CEST)             |          | Reporte   | - 56' Maranhão | Árbitro(s): Daniel Haskaj          | Árbitro(s): Daniel Haskaj |

| 11 de octubre de 2022 | Dinamo Tirana | 3:0 (w/o) (Global 4:0) | Butrinti | Estadio Selman Stërmasi, Tirana, Albania |                  |
| 14:00 (CEST)          |               | Reporte                |          | Árbitro(s): [[]]                         | Árbitro(s): [[]] |

### Pogradeci vs Bylis
| 26 de septiembre de 2022 | Pogradeci | 0:3 (0:1) | Bylis                                    | Gjorgji Kyçyku Stadium, Pogradec, Albania |                            |
| 15:00 (CEST)             |           | Reporte   | - 20' Fall - 66' Lajthia - 85' Atshimene | Árbitro(s): Mario Shabanaj                | Árbitro(s): Mario Shabanaj |

| 11 de octubre de 2022 | Bylis                                                                           | 7:1 (4:1) (Global 10:1) | Pogradeci    | Adush Muça Stadium, Ballsh, Albania |                            |
| 14:00 (CEST)          | - Souza 15', 24', 33' (pen.) - Sousa 27' (pen.), 82' - Atshimene 55' - Hodo 89' | Reporte                 | - 4' Blaçeri | Árbitro(s): Ardit Merdanaj          | Árbitro(s): Ardit Merdanaj |

### Besa Kavajë vs Korabi
| 26 de septiembre de 2022 | Besa Kavajë | 1:1 (1:1) | Korabi    | Shkumbini Stadium, Peqin, Albania |                             |
| 15:00 (CEST)             | - Onuh 44'  | Reporte   | - 3' Lala | Árbitro(s): Mikele Dyrmishi       | Árbitro(s): Mikele Dyrmishi |

| 12 de octubre de 2022 | Korabi                           | 3:0 (0:0) (Global 4:1) | Besa Kavajë | Korabi Stadium, Peshkopi, Albania |                            |
| 14:00 (CEST)          | - Beshiraj 51', 67' - Tabaku 55' | Reporte                |             | Árbitro(s): Klodjan Prenga        | Árbitro(s): Klodjan Prenga |

### Lushnja vs Tërbuni
| 28 de septiembre de 2022 | Lushnja                    | 2:0 (2:0) | Tërbuni | Abdurrahman Roza Haxhiu Stadium, Lushnjë, Albania |                            |
| 15:00 (CEST)             | - Haxhiu 30' - Mehmeti 43' | Reporte   |         | Árbitro(s): Ardit Merdanaj                        | Árbitro(s): Ardit Merdanaj |

| 11 de octubre de 2022 | Tërbuni                                 | 3:2 (1:0) (3:1) (0:1 t. s.)(Global 3:4) | Lushnja                        | Internacional Complex, Tirana, Albania |                         |
| 15:00 (CEST)          | - Zagani 9' - Xhabrahimi 69' - Hysa 80' | Reporte                                 | - 90+4' Korreshi - 104' Andoni | Árbitro(s): Olsi Sokoli                | Árbitro(s): Olsi Sokoli |

### Bilisht vs Laçi
| 26 de septiembre de 2022 | Bilisht | 0:2 (0:1) | Laçi                        | Bilisht Stadium, Bilisht, Albania |                           |
| 15:00 (CEST)             |         | Reporte   | - 6' Barjamaj - 85' Prengaj | Árbitro(s): Erald Demiraj         | Árbitro(s): Erald Demiraj |

| 11 de octubre de 2022 | Laçi                                               | 5:0 (3:0) (Global 7:0) | Bilisht | Internacional Complex, Tirana, Albania |                           |
| 13:00 (CEST)          | - Prengaj 23' - Babatunde 36', 71' - Geci 38', 66' | Reporte                |         | Árbitro(s): Besnard Kaimi              | Árbitro(s): Besnard Kaimi |

### Labëria vs Kukësi
| 26 de septiembre de 2022 | Labëria | 0:3 (0:2) | Kukësi                              | Labëria Complex, Nartë, Albania |                         |
| 15:00 (CEST)             |         | Reporte   | - 7' Daci - 44' Barbosa - 51' Gyasi | Árbitro(s): Egli Spahiu         | Árbitro(s): Egli Spahiu |

| 12 de octubre de 2022 | Kukësi                    | 2:0 (0:0) (Global 5:0) | Labëria | National Sports Centre, Kamëz, Albania |                           |
| 14:00 (CEST)          | - Bytyçi 58' - Moraes 75' | Reporte                |         | Árbitro(s): Albano Stolaj              | Árbitro(s): Albano Stolaj |

### Luzi 2008 vs Teuta Durrës
| 26 de septiembre de 2022 | Luzi 2008 | 0:0     | Teuta Durrës | Tofik Jashari Stadium, Shijak, Albania |                         |
| 15:00 (CEST)             |           | Reporte |              | Árbitro(s): Ermal Gryka                | Árbitro(s): Ermal Gryka |

| 11 de octubre de 2022 | Teuta Durrës                      | 2:0 (0:0) (Global 2:0) | Luzi 2008 | Estadio Niko Dovana, Durrës, Albania |                         |
| 14:00 (CEST)          | - Karabeci 55' - Hebaj 89' (pen.) | Reporte                |           | Árbitro(s): Blerim Ziri              | Árbitro(s): Blerim Ziri |

### Shkumbini vs Egnatia
| 28 de septiembre de 2022 | Shkumbini | 0:3 (0:1) | Egnatia                             | Shkumbini Stadium, Peqin, Albania |                           |
| 15:00 (CEST)             |           | Reporte   | - 4', 87' (pen.) Bambam - 59' Camaj | Árbitro(s): Xhulian Bacaj         | Árbitro(s): Xhulian Bacaj |

| 12 de octubre de 2022 | Egnatia                        | 3:0 (1:0) (Global 6:0) | Shkumbini | Arena Egnatia, Rrogozhinë, Albania |                         |
| 14:00 (CEST)          | - Camaj 34', 72' - Jackson 81' | Reporte                |           | Árbitro(s): Sokol Bebja            | Árbitro(s): Sokol Bebja |

### Maliqi vs Skënderbeu
| 28 de septiembre de 2022 | Maliqi          | 1:5 (0:2) | Skënderbeu                                                 | Estadio Skënderbeu, Korçë, Albania |                         |
| 15:00 (CEST)             | - Meçollari 85' | Reporte   | - 5' Liço - 15', 51' Pusi - 60' Hysolli - 89' (pen.) Vecaj | Árbitro(s): Sokol Bebja            | Árbitro(s): Sokol Bebja |

| 12 de octubre de 2022 | Skënderbeu                               | 3:0 (0:0) (Global 8:1) | Maliqi | Estadio Skënderbeu, Korçë, Albania |                           |
| 14:00 (CEST)          | - Beçka 67' - Abubakari 73' - Pecani 80' | Reporte                |        | Árbitro(s): Erald Demiraj          | Árbitro(s): Erald Demiraj |

### Turbina vs Erzeni
| 26 de septiembre de 2022 | Turbina        | 1:2 (0:0) | Erzeni                       | Nexhip Trungu Stadium, Cërrik, Albania |                            |
| 15:00 (CEST)             | - Buxhelaj 50' | Reporte   | - 85' Doksani - 90+4' Nonato | Árbitro(s): Ervin Kotemelo             | Árbitro(s): Ervin Kotemelo |

| 12 de octubre de 2022 | Erzeni                                    | 4:0 (1:0) (Global 6:1) | Turbina | Tofik Jashari Stadium, Shijak, Albania |                             |
| 14:00 (CEST)          | - Thioub 35' - Enck 51', 74' - Isteri 67' | Reporte                |         | Árbitro(s): Mikele Dyrmishi            | Árbitro(s): Mikele Dyrmishi |

### Besëlidhja vs Apolonia
| 25 de septiembre de 2022 | Besëlidhja | 0:1 (0:0) | Apolonia       | Brian Filipi Stadium, Lezhë, Albania |                             |
| 15:00 (CEST)             |            | Reporte   | - 67' Umejiego | Árbitro(s): Bekris Dragusha          | Árbitro(s): Bekris Dragusha |

| 12 de octubre de 2022 | Apolonia   | 1:1 (1:1) (Global 2:1) | Besëlidhja | Loni Papuçiu Stadium, Fier, Albania |                         |
| 12:00 (CEST)          | - Eneh 40' | Reporte                | - 9' Shehu | Árbitra: Emanuela Rusta             | Árbitra: Emanuela Rusta |

### Burreli vs Tomori
| 28 de septiembre de 2022 | Burreli                              | 2:1 (1:0) | Tomori         | Liri Ballabani Stadium, Burrel, Albania |                          |
| 15:00 (CEST)             | - Ferruku 32' (pen.) - Kurbneshi 90' | Reporte   | - 60' Gonzalez | Árbitro(s): Endrit Zhuli                | Árbitro(s): Endrit Zhuli |

| 12 de octubre de 2022 | Tomori                                                    | 4:0 (0:0) (1:0) (3:0 t. s.)(Global 5:2) | Burreli | Estadio Tomori, Berat, Albania |                           |
| 14:00 (CEST)          | - Sharavolli 56' (pen.) - Olaoye 93', 115' - Alinani 120' | Reporte                                 |         | Árbitro(s): Xhulio Agolli      | Árbitro(s): Xhulio Agolli |

## Segunda ronda
Los 16 equipos clasificados de la Primera Ronda avanzaron a la Segunda Ronda. Los partidos de ida se jugarán el 18 de enero de 2023 y los partidos de vuelta el 1 de febrero de 2023.
| Equipo 1      | Agr. | Equipo 2  | Ida | Vuelta |
| ------------- | ---- | --------- | --- | ------ |
| Lushnja       | 0−4  | Tirana    | 0−3 | 0−1    |
| Korabi        | 1−6  | Partizán  | 1−3 | 0−3    |
| Bylis         | 1−3  | Vllaznia  | 0−2 | 1−1    |
| Dinamo Tirana | 1−3  | Kastrioti | 1−3 | 0−0    |
| Tomori        | 2−5  | Laçi      | 1−3 | 1−2    |
| Apolonia      | 0−5  | Kukësi    | 0−0 | 0−5    |
| Erzeni        | 1−2  | Teuta     | 1−1 | 0−1    |
| Skënderbeu    | 1−2  | Egnatia   | 0−1 | 1−1    |

### Lushnja vs Tirana
| 18 de enero de 2023 | Lushnja | 0:3 (0:3) | Tirana                        | Abdurrahman Roza Haxhiu Stadium, Lushnjë, Albania |                           |
| 13:00 (CEST)        |         | Reporte   | - 10', 20' Patrick - 23' Hila | Árbitro(s): Olsid Ferataj                         | Árbitro(s): Olsid Ferataj |

| 1 de febrero de 2023 | Tirana        | 1:0 (0:0) (Global 4:0) | Lushnja | Estadio Selman Stërmasi, Tirana, Albania |                         |
| 13:00 (CEST)         | - Lushkja 58' | Reporte                |         | Árbitro(s): Ermal Gryka                  | Árbitro(s): Ermal Gryka |

### Korabi vs Partizán
| 18 de enero de 2023 | Korabi         | 1:3 (0:1) | Partizán                       | Korabi Stadium, Peshkopi, Albania |                           |
| 13:00 (CEST)        | - Beshiraj 60' | Reporte   | - 38', 53' Skuka - 80' Murataj | Árbitro(s): Indrit Myrtja         | Árbitro(s): Indrit Myrtja |

| 1 de febrero de 2023 | Partizán                                    | 3:0 (2:0) (Global 6:1) | Korabi | Arena Kombëtare, Tirana, Albania |                             |
| 13:00 (CEST)         | - Sota 38' - Victor da Silva 43' - Hoti 62' | Reporte                |        | Árbitro(s): Silvio Dyrmishi      | Árbitro(s): Silvio Dyrmishi |

### Bylis vs Vllaznia
| 18 de enero de 2023 | Bylis | 0:2 (0:1) | Vllaznia                   | Adush Muça Stadium, Ballsh, Albania |                             |
| 13:00 (CEST)        |       | Reporte   | - 36' Jonuzi - 90+4' Kainã | Árbitro(s): Silvio Dyrmishi         | Árbitro(s): Silvio Dyrmishi |

| 1 de febrero de 2023 | Vllaznia      | 1:1 (0:0) (Global 3:1) | Bylis         | Estadio Loro Boriçi, Shkodër, Albania |                          |
| 13:00 (CEST)         | - Alivoda 86' | Reporte                | - 76' Kaçorri | Árbitro(s): Daniel Vrapi              | Árbitro(s): Daniel Vrapi |

### Dinamo Tirana vs Kastrioti
| 18 de enero de 2023 | Dinamo Tirana | 1:3 (1:1) | Kastrioti                            | Estadio Selman Stërmasi, Tirana, Albania |                             |
| 13:00 (CEST)        | - Danaj 4'    | Reporte   | - 13' Hasani - 51' Zogaj - 90' Arapi | Árbitro(s): Klodian Shahini              | Árbitro(s): Klodian Shahini |

| 1 de febrero de 2023 | Kastrioti | 0:0 (Global 3:1) | Dinamo Tirana | Redi Maloku Stadium, Fushë-Krujë, Albania |                             |
| 13:00 (CEST)         |           | Reporte          |               | Árbitro(s): Bekris Dragusha               | Árbitro(s): Bekris Dragusha |

### Tomori vs Laçi
| 18 de enero de 2023 | Tomori         | 1:3 (0:1) | Laçi                                        | Estadio Tomori, Berat, Albania |                          |
| 13:00 (CEST)        | - Ismailaj 83' | Reporte   | - 39' Spahiu - 50' Babatunde - 62' Borysiuk | Árbitro(s): Daniel Vrapi       | Árbitro(s): Daniel Vrapi |

| 1 de febrero de 2023 | Laçi                   | 2:1 (0:0) (Global 5:2) | Tomori        | Laçi Stadium, Laç, Albania |                            |
| 13:00 (CEST)         | - Biba 61' - Myrta 83' | Reporte                | - 90+3' Lamçe | Árbitro(s): Ardit Merdanaj | Árbitro(s): Ardit Merdanaj |

### Apolonia vs Kukësi
| 18 de enero de 2023 | Apolonia | 0:0     | Kukësi | Loni Papuçiu Stadium, Fier, Albania |                         |
| 13:00 (CEST)        |          | Reporte |        | Árbitro(s): Ermis Çelaj             | Árbitro(s): Ermis Çelaj |

| 1 de febrero de 2023 | Kukësi                                                    | 5:0 (1:0) (Global 5:0) | Apolonia | Estadio Zeqir Ymeri, Kukës, Albania |                           |
| 13:00 (CEST)         | - Peposhi 17' - Barbosa 49' - Domi 64', 82' - Berisha 67' | Reporte                |          | Árbitro(s): Blerim Blerim           | Árbitro(s): Blerim Blerim |

### Erzeni vs Teuta
| 18 de enero de 2023 | Erzeni         | 1:1 (0:0) | Teuta                 | Tofik Jashari Stadium, Shijak, Albania |                          |
| 16:00 (CEST)        | - Kapllani 81' | Reporte   | - 85' (a.g.) Kapllani | Árbitro(s): Juxhin Xhaja               | Árbitro(s): Juxhin Xhaja |

| 1 de febrero de 2023 | Teuta       | 1:0 (0:0) (Global 2:1) | Erzeni | Estadio Niko Dovana, Durrës, Albania |                               |
| 16:00 (CEST)         | - Gruda 83' | Reporte                |        | Árbitro(s): Kreshnik Barjamaj        | Árbitro(s): Kreshnik Barjamaj |

### Skënderbeu vs Egnatia
| 18 de enero de 2023 | Skënderbeu | 0:1 (0:0) | Egnatia            | Estadio Skënderbeu, Korçë, Albania |                            |
| 13:00 (CEST)        |            | Reporte   | - 90+6' Paulauskas | Árbitro(s): Emanuela Rusta         | Árbitro(s): Emanuela Rusta |

| 1 de febrero de 2023 | Egnatia        | 1:1 (0:1) (Global 2:1) | Skënderbeu                | Arena Egnatia, Rrogozhinë, Albania |                       |
| 13:00 (CEST)         | - Medeiros 54' | Reporte                | - 45+2' (a.g.) Agbekpornu | Árbitro(s): Andi Andi              | Árbitro(s): Andi Andi |

## Cuartos de final
Los 8 equipos clasificados de la Segunda Ronda avanzaron a los Cuartos de final. Los partidos de ida se jugarán el 28 de febrero y 1 de marzo de 2023 y los partidos de vuelta el 15 de marzo de 2023.
| Equipo 1  | Agr. | Equipo 2 | Ida | Vuelta |
| --------- | ---- | -------- | --- | ------ |
| Kastrioti | 3−6  | Tirana   | 1−4 | 2−2    |
| Vllaznia  | 3−2  | Partizán | 3−1 | 0−1    |
| Egnatia   | 3−0  | Laçi     | 0−0 | 3−0    |
| Teuta     | 3−2  | Kukësi   | 2−0 | 1−2    |

### Kastrioti vs Tirana
| 28 de febrero de 2023 | Kastrioti            | 1:4 (0:0) | Tirana                                       | Kamëz Stadium, Kamëz, Albania |                  |
| 13:00 (CEST)          | - Selmani 57' (pen.) | Reporte   | - 46', 48' Patrick - 58' Berisha - 72' Nikqi | Árbitro(s): [[]]              | Árbitro(s): [[]] |

| 15 de marzo de 2023 | Tirana                    | 2-2 (2:0) (Global 6-3) | Kastrioti                         | Estadio Selman Stërmasi, Tirana, Albania |                  |
| (CEST)              | - Hasani 13' Najdoski 23' | Reporte                | Iseni 74' (g.e.c) Ajazi 82' (pen) | Árbitro(s): [[]]                         | Árbitro(s): [[]] |

### Vllaznia vs Partizán
| 1 de marzo de 2023 | Vllaznia                    | 3:1 (2:1) | Partizán       | Estadio Loro Boriçi, Shkodër, Albania |                            |
| 18:00 (CEST)       | - Kainã 11', 51' - Çoba 33' | Reporte   | - 44' Massanga | Árbitro(s): Kreshnik Cjapi            | Árbitro(s): Kreshnik Cjapi |

| 15 de marzo de 2023 | Partizán | vs.     | Vllaznia | Partizani Complex, Tirana, Albania |                  |
| (CEST)              |          | Reporte |          | Árbitro(s): [[]]                   | Árbitro(s): [[]] |

### Egnatia vs Laçi
| 28 de febrero de 2023 | Egnatia | 0:0     | Laçi | Arena Egnatia, Rrogozhinë, Albania |                            |
| 13:00 (CEST)          |         | Reporte |      | Árbitro(s): Adrian Beqiraj         | Árbitro(s): Adrian Beqiraj |

| 15 de marzo de 2023 | Laçi | vs.     | Egnatia | Laçi Stadium, Laç, Albania |                  |
| (CEST)              |      | Reporte |         | Árbitro(s): [[]]           | Árbitro(s): [[]] |

### Teuta vs Kukësi
| 1 de marzo de 2023 | Teuta                     | 2:0 (0:0) | Kukësi | Estadio Niko Dovana, Durrës, Albania |                           |
| 18:00 (CEST)       | - Kallaku 59' (pen.), 72' | Reporte   |        | Árbitro(s): Erjon Bastari            | Árbitro(s): Erjon Bastari |

| 15 de marzo de 2023 | Kukësi | vs.     | Teuta | Estadio Zeqir Ymeri, Kukës, Albania |                  |
| (CEST)              |        | Reporte |       | Árbitro(s): [[]]                    | Árbitro(s): [[]] |

## Semifinales
Las semifinales se jugaron del 26 de abril la ida y el 10 de mayo la vuelta.
| Equipo 1 | Agr. | Equipo 2 | Ida | Vuelta |
| -------- | ---- | -------- | --- | ------ |
| Vllaznia | 1−2  | Egnatia  | 1−1 | 0−1    |
| Tirana   | 3−0  | Teuta    | 3−0 | 0−0    |

## Final
| 1 de junio de 2023 | Egnatia  | 1:0     | Tirana | Arena Kombetare, Tirana |             |
| 19:00              | Jackson) | Reporte |        | Árbitro(s):             | Árbitro(s): |